# Solórzano
Solórzano és un municipi de la Comunitat Autònoma de Cantàbria situat en la comarca de Trasmiera. El terme municipal limita al nord amb el municipi de Hazas de Cesto i Ribamontán al Monte, a l'est amb Voto, al sud amb Ruesga i a l'oest amb Entrambasaguas.

## Localitats
- La Collada.
- Fresnedo.
- Garzón.
- Regolfo.
- Riaño.
- Riolastras.
- Solórzano (Capital).

## Demografia
| 1900  | 1910  | 1920  | 1930  | 1940  | 1950  | 1960  | 1970  | 1980  | 1990  | 2000 | 2007  |
| ----- | ----- | ----- | ----- | ----- | ----- | ----- | ----- | ----- | ----- | ---- | ----- |
| 1.079 | 1.147 | 1.284 | 1.279 | 1.420 | 1.463 | 1.293 | 1.144 | 1.094 | 1.092 | 995  | 1.067 |

Font: INE

## Administració
| Eleccions municipals, 23 de maig de 2003 |      |        |          |
| Partit                                   | Vots | %      | Regidors |
| PRC                                      | 474  | 62,70% | 5        |
| PP                                       | 197  | 26,06% | 2        |

| Eleccions municipals, 27 de maig de 2007 |      |        |          |
| Partit                                   | Vots | %      | Regidors |
| PRC                                      | 481  | 60,66% | 7        |
| PP                                       | 134  | 16,90% | 1        |
| LU                                       | 125  | 15,76% | 1        |